# Melittobia acasta
Melittobia acasta är en stekelart som först beskrevs av Walker 1839.  Melittobia acasta ingår i släktet Melittobia och familjen finglanssteklar. Arten är reproducerande i Sverige. Inga underarter finns listade i Catalogue of Life.